# Universitat Progressista d'Estiu de Catalunya
La Universitat Progressista d'Estiu de Catalunya (UPEC) fou constituïda l'11 de novembre de 2004 per un grup de persones compromeses amb les polítiques d'esquerres i vinculades als àmbits social, intel·lectual, polític i acadèmic. El grup estava format per: Carles Martí, Dolors Camats, Francesc Trillas, Isabel Ribas, Jaume Collboni, Joffre Villanueva, Jordi Miralles, Jordi Serrano, Jordi Vilardell, Josep Fontana, Lourdes Rios, Oriol Illa, Raimon Obiols, Santiago Castellà, Vicenç Navarro, Xavier Bretones i Xavier Ferrer.

## Objectius
La UPEC vol ser un espai de trobada, reflexió i estudi sobre aquells temes que preocupen els sectors socials democràtics i d'esquerres. Així com un espai d'intercanvi entre ponents i participants, combinant la reflexió i l'aprenentatge per tal de plantejar propostes per als reptes que té Catalunya com a nació i construir una societat millor. És una iniciativa que sorgeix dels sectors progressistes de la societat civil catalana. Compta amb el suport de fundacions i joventuts de partits d'esquerres catalans (des de comunistes fins a socialistes) i d'un gran nombre d'associacions i moviments socials que tenen com a objectiu comú promoure la justícia social, el republicanisme i la pau.
Alguns dels temes estudiats són: la immigració, l'abstenció electoral, la memòria històrica, el canvi climàtic, l'habitatge, la perspectiva de gènere, etc. Després de quatre edicions s'ha constituït com a espai d'intercanvi entre ponents y participants, combinant la reflexió i l'aprenentatge. La finalitat última és plantejar propostes per resoldre els reptes de Catalunya i poder així disposar les bases per a construir una societat millor.
Es tracta d'un projecte que s'inspira en la tradició de les universitats populars per a obrers que van existir a Catalunya durant la Segona República Espanyola. Sobre aquest tema es va editar el llibre: AGUILAR CESTERO, Raül. Quan les espardenyes trepitjaren la universitat. Els estudis per a obrers de la Universitat de Barcelona i la Universitat Popular durant la II Répública i la Guerra Civil (1931-1939) (2008), Editorial: DeBarris, Barcelona, amb el suport del Departament d'Interior i Relacions Institucionals, i amb la participació de la Generalitat de Catalunya i el Memorial Democràtic.
La UPEC se celebra anualment al cor de Barcelona, a Ciutat Vella, seu de nombrosos centres universitaris i d'organitzacions no governamentals amb vocació formativa. Una universitat que es defineix hereva de l'esquerra plural, on s'imparteixen cursos amb rigor acadèmic i profunditat cultural, amb una ampla participació.

## Objectius i finalitats
«L'objectiu principal de la UPEC és contribuir a desenvolupar una cultura progressista i catalanista que ajudi a recuperar la història de Catalunya i permeti entendre les diferents realitats per a millorar-les.»
D'aquesta manera, hi ha una necessitat de constituir un fòrum de reflexió i centre de generació de propostes que reflecteixi totes les sensibilitats progressistes, creant així un espai de pensament i d'innovació intel·lectual.
La finalitat de la UPEC és poder crear una plataforma de debat i poder omplir un buit pel que fa als espais de trobada plurals dels sectors progressistes a Catalunya. Aquesta iniciativa pretén contribuir al desenvolupament de la cultura democràtica i d'esquerres que defensi la justícia social, la laïcitat i el republicanisme.

## Rector
- Jordi Serrano i Blanquer (2008 - actualitat)[4]
- Vicenç Navarro (2004-2007), actualment rector emèrit.

## Consell Social
Grup de suport format per associacions i organitzacions progressistes i fundacions d'esquerres.
- Acció Escolta de Catalunya
- ACCIÓ JOVE - Joves de CCOO de Catalunya
- Associació d'Estudiants Progressistes - AEP
- Associació de Joves Estudiants de Catalunya - AJEC
- Associació Catalana d'Investigacions marxistes
- Associació Catalana per la Pau
- Ateneus Laics i Progressistes
- Avalot – Joves de la UGT de Catalunya
- Casals de Joves de Catalunya
- Càtedra UNESCO per la Sostenibilitat - UPC
- CJC - Joventut Comunista
- CCOO de Catalunya
- Cooperació
- Coordinadora per a la Memòria Històrica i Democràtica de Catalunya
- Centre de Recerca Econòmica i Social de Catalunya
- Entorn SCCL
- Escola Lliure El Sol
- Esplais Catalans
- Fundació Cipriano García
- Fundació Catalunya Segle XXI
- Fundació Ferrer i Guàrdia
- Fundació Josep Comaposada
- Fundació Josep Irla
- Fundació l'Alternativa
- Fundació Pere Ardiaca
- Fundació Rafael Campalans
- Fundació Terra
- Fundació Nous Horitzons
- Joves d'Esquerra Verda – JEV
- Joventut Socialista de Catalunya
- Món-3
- Moviment Laic i Progressista
- SOS Racisme
- Unió General de Treballadors - UGT

## Premis honorífics UPEC
- Associació de Planificació Familiar de Catalunya i Balears (APFCIB), (2012)[6]
- Iniciativa Penal Popular (2012)[7]